# 신 놈브레
신 놈브레(Sin Nombre, Without Name)는 미국에서 제작된 캐리 후쿠나가 감독의 2009년 모험, 범죄, 드라마, 스릴러 영화이다. 마르코 안토니오 아귀레 등이 주연으로 출연하였고 에이미 카우프먼 등이 제작에 참여하였다.

## 출연

### 주연
- 마르코 안토니오 아귀레
- 레오나르도 알론소

### 조연
- 칼라 세실리아 알바라도
- 크리스티안 페러
- 지오바니 플로리도
- 폴리나 게이탠
- 아리엘 갈반
- 다이아나 가르시아
- 릴리베스 플로리스
- 카탈리나 로페즈
- 페르난도 만자노
- 마리 파즈 마타
- 테노크 휴에타
- 에밀리오 미란다
- 루이스 페르난도 페나
- 이반 라파엘
- 가비노 로드리게즈
- 데이빗 세라노
- 제라도 타라세나
- 하롤드 토레스
- 길예르모 빌리거스
- 헥터 지메네즈
- 데마얀티 퀸타나르

## 제작진
- 미술: 클라우디오 콘트레라스
- 세트: 에이다 로드리게즈
- 의상: 레티시아 팰라시오스
- 배역: 칼라 훌